# 杭濟區
杭济区（英語：Districts of Botswana，有时称作）是博茨瓦納的一個区，面積117,910平方公里，2001年人口33,170人，是博茨瓦纳境内人口最少的区。首府杭濟，下分2次區，东半部的大部分地区属于卡拉哈里中部野生动物保护区。

## 地理

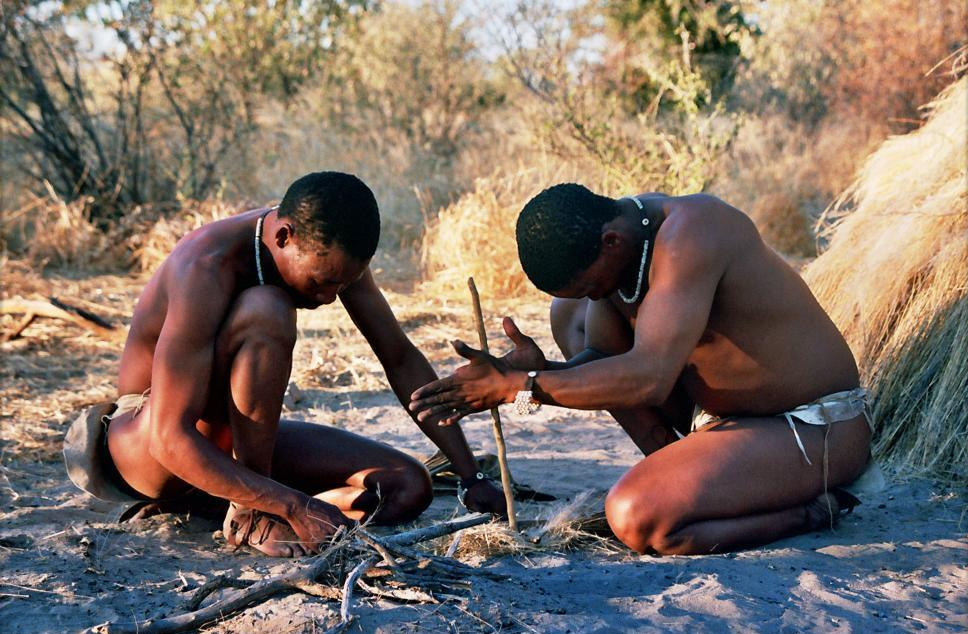
杭济区某村庄内的村民

博茨瓦纳为东高西低的高原地形，杭济区位于博茨瓦纳的西部，海拔约550米（1,800英尺），北接西北区，东北连中部区，东南邻奎嫩區，南与卡拉哈迪區接壤，西边则为纳米比亚的奧馬海凱區。全区大部分被喀拉哈里沙漠覆盖，其中又有一部分被大型季节性湿地馬卡迪卡迪鹽沼覆盖。马卡迪卡迪地区还是更新世时期地球上最大的湖泊之一，现今是数以万计的火烈鸟夏季迁徙时的栖身之所。杭济区年降水量约25 cm（9.8英寸），降水多来自11月至次年5月的夏季，植被类型为疏林草原，东部有较高的草、灌木和树，较为干旱的西部则植被较少。杭济区大多数河流为季节性河流，易在丰水期发生洪涝灾害。杭济区境内亦有诸多旅游区和野生动物保护区，如杭濟、卡拉哈里中部野生动物保护区、卡格拉格帝跨境公园和库兹野生动物保护区等。

## 政治
1966年博茨瓦纳自英国独立后，在1970年—1974年对原殖民地的行政区划和政治制度进行了调整。杭济区现划分为查尔斯山次区（Charles Hill Sub-District）和杭济次区（Ghanzi Sub-District）两个下级区划，杭济区的区行政机构和区议会负责地方行政事务，行政政策由地方政府部（the Ministry of Local Government）制定。议会的主要活动包括部落管理、偏远地区发展和地方治理，议会的执行权力则由中央政府任命的一名专员行使。地方政府部门的技术服务部门负责开发道路、村庄基础设施，如供水、学校和娱乐设施等。除区行政机构外，地方行政机构的所有工作人员通过统一地方政府服务（Unified Local Government Services）选拔，地方政府部负责他们的培训、分工和职业发展。

## 人口和教育
截至2011年，杭济区总人口为43,355人，相比于10年前的2001年增长了30.7%。其中人口最多的城镇是行政中心杭济，人口21,420人，是人口第二大的村庄恩科简的15倍。
截至2011年，杭济区共有23所学校，其中私立学校占1.70％，议会学校的学生总数为7,202人，而私立学校的学生总数为69人，入学的学生总数为7,271人。